# 曾政承
曾政承（遊戲ID：IamKmkm）是一名台灣的電子競技選手，國中畢業後致力於電子競技比賽。曾於2001年世界電子競技大賽的《世紀帝國II》項目贏得冠軍，當時被稱為「電玩小子」而聞名一時。

## 經歷
17歲時於2001年世界電子競技大賽的《世紀帝國II》項目贏得冠軍，當時決賽的對手韓國選手姜秉乾（遊戲ID：iamgrunt）後來也於2007年奪得WCG《世紀帝國III》項目冠軍。
曾政承為台灣首個獲得電競選手經紀合約的人，在他短暫的電玩之星光環之下，所獲得的有WCG冠軍獎金，再加上為Hinet、主機板、滑鼠及遊戲產品代言，半年內進帳約260萬台幣。並取得台中新民工商夜間部資訊科入學資格與提供3年學雜費全免的優惠。
獲邀政府邀请，擔任反毒大使。

## 後續出路
過了TVBS新聞龍捲風的報導高峰期後，曾政承人生經歷呈現與WCG世界冠軍相反的低谷狀態，之後更因為經紀合約的問題，無法參加相關的電競賽事。
2012年之後
後來因為所有的獎金花完後只能在加油站工作，而後決定求穩選擇從事送貨員工作。反觀同年2001年WCG《星海爭霸》項目冠軍的韓國選手林遥焕（遊戲ID：Boxer）回國後，則被公司簽下獲得上億韓元合約，更被政府以資優生名義，保送進大學就讀的高規格對待。林遙煥當初不僅成功從《世紀帝國》轉型成《星海爭霸》選手，並於WCG接連奪冠（2001和2002年），經過六年共賺入七億五千萬韓幣（折合台幣約兩千萬元）後退役。
2017年之後
新聞報導稱其早已低調過生活，未再踏入電競產業。